# Li Zhongyun
Li Zhongyun (en chino: 李忠雲; 4 de marzo de 1967) es una deportista china que compitió en judo.
Participó en los Juegos Olímpicos de Barcelona 1992, obteniendo una medalla de bronce en la categoría de –52 kg. En los Juegos Asiáticos de 1990 consiguió una medalla de oro.
Ganó tres medallas en el Campeonato Mundial de Judo entre los años 1986 y 1991, y una medalla en el Campeonato Asiático de Judo de 1985.

## Palmarés internacional
| Juegos Olímpicos    | Juegos Olímpicos          | Juegos Olímpicos  | Juegos Olímpicos |
| Año                 | Lugar                     | Medalla           | Categoría        |
| ------------------- | ------------------------- | ----------------- | ---------------- |
| 1992                | Barcelona (España)        | Medalla de bronce | –52 kg           |
| Campeonato Mundial  |                           |                   |                  |
| Año                 | Lugar                     | Medalla           | Categoría        |
| 1986                | Maastricht (Países Bajos) | Medalla de bronce | –48 kg           |
| 1987                | Essen (RFA)               | Medalla de oro    | –48 kg           |
| 1991                | Barcelona (España)        | Medalla de bronce | –56 kg           |
| Juegos Asiáticos    |                           |                   |                  |
| Año                 | Lugar                     | Medalla           | Categoría        |
| 1990                | Pekín (China)             | Medalla de oro    | –56 kg           |
| Campeonato Asiático |                           |                   |                  |
| Año                 | Lugar                     | Medalla           | Categoría        |
| 1985                | Tokio (Japón)             | Medalla de oro    | –56 kg           |